# Тарпейська скеля

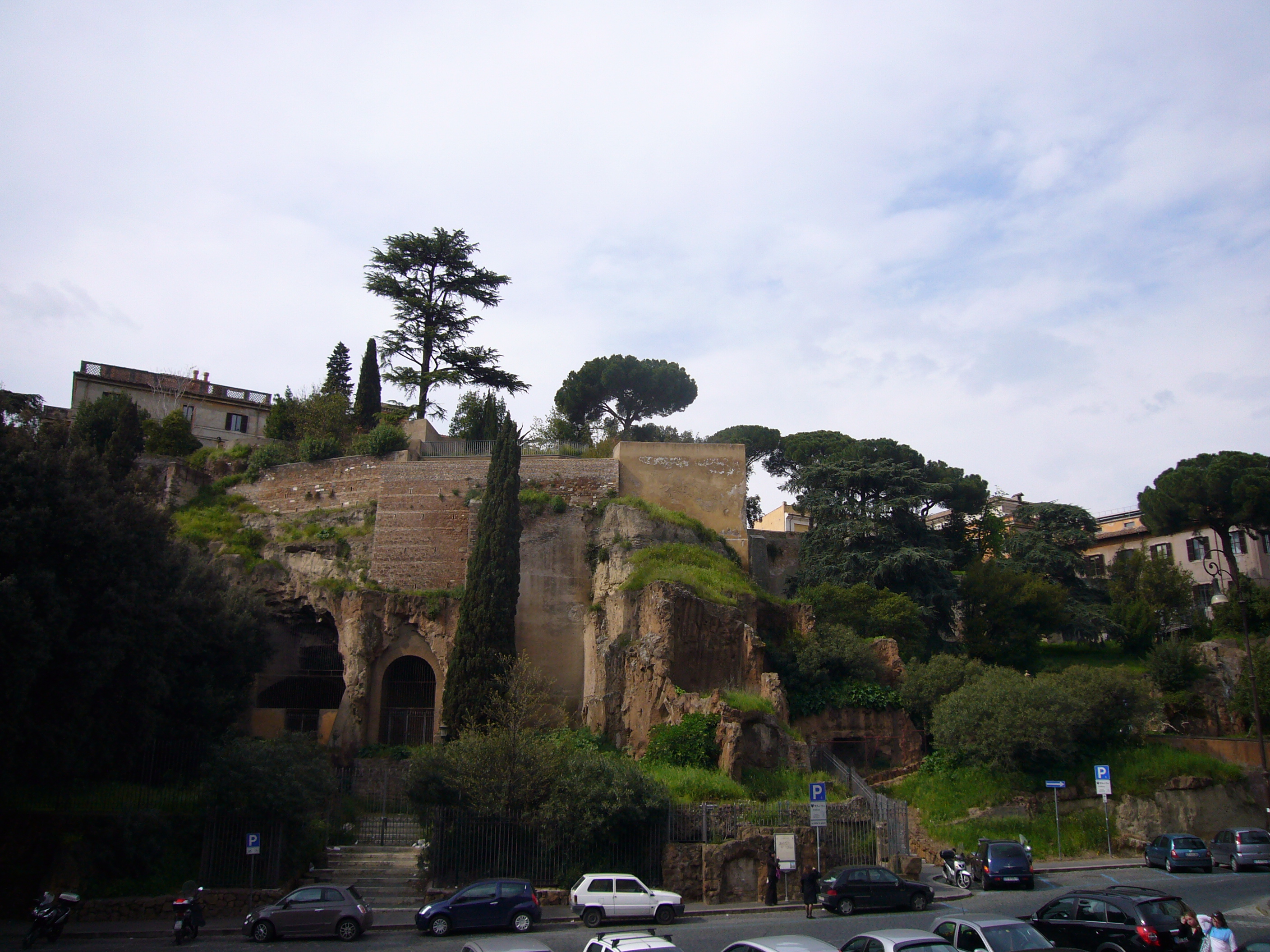
Вид схилу Капітолія

Тарпейська скеля (лат. Saxum Tarpeium) — назва прямовисної скелі у Римі, приблизно 25 метрів заввишки , з західної сторони Капітолійського пагорба. З цієї скелі скидали засуджених на смерть злочинців, які вчинили зраду, інцест, втечу (рабів від господаря).

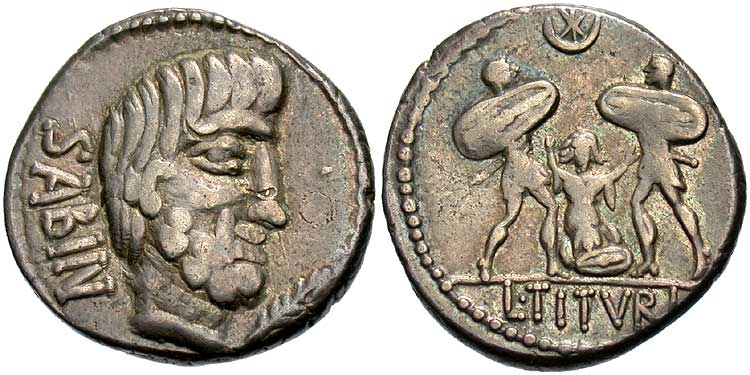
Римська монета 89 р. На одній стороні зображення страти із Тарпейської скелі.

За легендою, назва скелі походить від імені Луція Тарпея, якого скинули звідти за виступ проти царя Ромула. За іншою легендою, Тарпея — звали весталку, доньку начальника Капітолійської фортеці Спурія Тарпея, яка під час війни з Сабінами показала ворогам таємний хід і потім за зраду була скинута з цієї скелі. Остання страта з цієї скелі відбулася за імператора Клавдія у 43 році.
У сучасному Римі Via di Monte Tarpeo веде від Капітолія до форуму, скеля не збереглася.